# American IV: The Man Comes Around
Albums de Johnny Cash
Johnny Cash at Madison Square Garden
(2002) Unearthed
(2003)
American IV: The Man Comes Around est le quatrième album de Johnny Cash de la série American Recordings ; l'album est paru en 2002.
La majorité des pistes sont des versions de chansons reprises par Cash avec l'aide du producteur Rick Rubin. Par exemple, pour la chanson Personal Jesus, Rubin demanda au guitariste John Frusciante, des Red Hot Chili Peppers, de retravailler une version acoustique de la chanson de Martin Gore. Il est accompagné aux voix par différents artistes, dont Fiona Apple, Nick Cave et Don Henley. American IV fut le dernier album de Cash sorti de son vivant. C'est également son premier disque d'or (plus de 500 000 exemplaires vendus) en trente ans.
La vidéo de Hurt, une chanson écrite par Trent Reznor de Nine Inch Nails au début des années 1990, fut nommée dans sept catégories aux MTV Video Music Awards de 2003 et a remporté le prix de la meilleure photographie. En février 2003, quelques jours seulement avant son 71e anniversaire, Cash remporta le Grammy de la meilleure performance vocale country masculine pour Give My Love to Rose, une chanson originellement enregistrée par Cash à la fin des années 1950.

## Pistes
| No  | Titre                               | Auteur                      | Version originale                        | Durée |
| --- | ----------------------------------- | --------------------------- | ---------------------------------------- | ----- |
| 1.  | The Man Comes Around                | Cash                        |                                          | 4:26  |
| 2.  | Hurt                                | Trent Reznor                | The Downward Spiral, 1994                | 3:38  |
| 3.  | Give My Love to Rose                | Cash                        | Sings Hank Williams, 1960                | 3:28  |
| 4.  | Bridge Over Troubled Water          | Paul Simon                  | Bridge over Troubled Water, 1970         | 3:55  |
| 5.  | I Hung My Head                      | Sting                       | Mercury Falling, 1996                    | 3:53  |
| 6.  | The First Time Ever I Saw Your Face | Ewan MacColl                | Succès de Roberta Flack                  | 3:52  |
| 7.  | Personal Jesus                      | Martin L. Gore              | Violator, 1990                           | 3:20  |
| 8.  | In My Life                          | Lennon/McCartney            | Rubber Soul, 1965                        | 2:57  |
| 9.  | Sam Hall (traditionnel)             |                             | Sings the Ballads of the True West, 1965 | 2:40  |
| 10. | Danny Boy (traditionnel)            |                             | Orange Blossom Special, 1965             | 3:19  |
| 11. | Desperado                           | Glenn Frey, Don Henley      | Desperado, 1973                          | 3:13  |
| 12. | I'm So Lonesome I Could Cry         | Hank Williams               | 1949                                     | 3:03  |
| 13. | Tear Stained Letter                 | Cash                        | A Thing Called Love, 1972                | 3:33  |
| 14. | Streets of Laredo                   |                             | Sings the Ballads of the True West, 1965 | 3:41  |
| 15. | We'll Meet Again                    | Ross Parker, Hughie Charles | 1939                                     | 2:58  |

## Pistes supplémentaires (édition vinyl)
- Wichita Lineman (Jimmy Webb)
- Big Iron (Marty Robbins)